# Petróvskoie (Terbuní)
|  | Per a altres significats, vegeu «Petróvskoie». |

Petróvskoie (en rus: Петровское) és un poble de l'óblast de Lípetsk, a Rússia, que en el cens del 2010 tenia 443 habitants. Pertany al districte rural de Terbuní.